# Kalijev hidroksid
Kalijev hidroksid (molekulska formula: KOH) uporabljajo v kemični industriji, pri proizvodnji čistil, gnojil, agrokemikalij, kot razkužilo v kirurgiji, za pridobivanje mehkih kalijevih mil, barvil...Kalijev hidroksid je hidroskopičen, v vodi pa se raztaplja. Raztopina kalijevega hidroksida je močno bazična in lahko dobro nevtralizira kisline.
Ker je močno alkalna raztopina, povzroča hude opekline na koži, poškodbe oči in je nevaren pri zaužitju.
Pri vdihavanju povzroči hudo draženje zgornjih dihal s kašljem, opeklinami ter oteženim dihanjem. Lahko povzroči pljučni edem in kemični pneumontis. Pri stiku z očmi povzroči hude opekline, rdečino in bolečino,možnost hudih poškodb oči, nevarnost oslepitve. Pri zaužitju lahko povzroči hude opekline prebavnega trakta, bruhanje. Pri stiku z kožo povzroči hude opekline,možne so globoke razjede.

## Toksikološki podatki
- akutna oralna strupenost: LD50 podgana
- draženje kože: kunec, rezultat razjede, opekline
- draženje oči: kunec, rezultat razjede, opekline

## Ekotoksikološki podatki
- gibljivost: možnost razlitja v okolje
- kratkotrajni in dolgotrajni učinki na okolje: strup za ribe in plankton
- drugi za okolje neugodni učinki: Pri izteku večje količine nevarnost za pitno vodo, podtalnico in vodotoke.

## Odstranjevanje
Odstranjevanje skupaj z normalnimi odpadki ni dovoljeno. Potrebno je posebno odstranjevanje, s tem pa preprečiti, da proizvod pride v kanalizacijo, vodotoke ali v zemljo. Onesnažena embalaža se lahko odlaga v skladu z lokalnimi predpisi. 